# 徐藝真
徐藝真（1998年1月23日—），重慶人，浙江傳媒學院表演專業科班出身，中國大陸網劇女演員、製片人。2020年畢業後到北京發展，並於2023-24年拍下二十多部短劇，堪稱「短劇女王」。